# George Heidweiller
George Heidweiller (Beverwijk, 15 mei 1963) is een Nederlands kunstenaar.
Heidweiller groeide voor een groot deel op buiten Nederland in New York, Curaçao en Suriname alvorens de familie terugkeerde naar Nederland. Hij begon in 1981 aan zijn studie aan de Koninklijke Academie van Beeldende Kunsten in Den Haag. Na afronding van zijn opleiding vestigde hij zich in Amsterdam. Naast zijn eigen werk assisteerde hij Herman Brood bij diens project van het beschilderen van tramlijn 2 in opdracht van Fame. Hij heeft voor Marco Borsato diens merchandising ontworpen en hij heeft ontworpen voor kledingmerk ART 4 Use.
Anno 2007 is zijn werk herkenbaar als cityscapes. Met behulp van verschillende technieken maakt hij doeken van afbeeldingen van denkbeeldige steden.